# 1월 24일
1월 24일은 그레고리력으로 24번째(윤년일 경우도 24번째) 날에 해당한다.

## 사건
- 1955년 - 저우언라이, 타이완은 중화인민공화국 영토의 일부이고 타이완 해방에 대하여 유엔 등 외국이 간섭할 권리가 없다고 선언
- 1963년 - 남북체육회담 최초 개최
- 1972년 - 일본군 패잔병 요코이 쇼이치 발견
- 2011년 - 러시아의 도모데도보 국제공항에서 폭탄테러가 일어남

## 문화
- 1984년 - 애플이 매킨토시 출시.
- 1986년 - 보이저 2호가 천왕성에 접근해 표면 이미지를 최초로 전송함.
- 1989년 - 설날이 부활되었다.
- 2018년 - 중국과학원 신경과학 연구소 소속 과학자들이 세계 최초로 체세포 핵 치환(SCNT) 기법으로 원숭이를 복제하는 데 성공했다. 복제 원숭이의 이름은 중중(中中)과 화화(華華)이며 연구 결과는 국제학술지 '셀'(Cell)에 실렸다.

## 탄생
- 76년 - 로마 제국의 제14대 황제 하드리아누스. (~138년)
- 1444년 - 밀라노의 공작 갈레아초 마리아 스포르차. (~1476년)
- 1705년 - 이탈리아의 카스트라토 파리넬리. (~1762년)
- 1712년 - 프로이센의 군주 프리드리히 2세. (~1786년)
- 1732년 - 프랑스의 극작가 피에르 보마르셰. (~1799년)
- 1776년 - 독일의 후기낭만파 화가이자 소설가, 작곡가 E. T. A. 호프만. (~1822년)
- 1874년
  - 일제 강점기의 조선총독부 김병규. (~1939년)
  - 영국의 소설가 겸 극작가 윌리엄 서머싯 몸. (~1965년)
  - 영국의 종교인 휼렛 존슨. (~1966년)
- 1891년 - 독일의 군인 발터 모델. (~1945년)
- 1907년 - 대한민국의 안과 의사, 타자기 연구가, 국어학자 공병우. (~1995년)
- 1910년 - 일제 강점기와 대한민국의 언론인, 기업인, 정치인 이원영. (~1985년)
- 1916년 - 미국의 야구 선수 월트 주드니치. (~1971년)
- 1918년 - 미국의 목사 오럴 로버츠. (~2009년)
- 1932년 - 대한민국의 통일운동가 백기완. (~2021년)
- 1933년 - 이탈리아의 음악가 니코 피덴코. (~2022년)
- 1934년 - 대한민국의 가수 겸 배우, 방송인 김상국. (~2006년)
- 1937년
  - 김정일의 아내 성혜림. (~2002년)
  - 미국의 정치인 데이브 오닐. (~2021년)
- 1938년 - 대한민국의 가수 겸 배우 모니카 유.
- 1940년 - 대한민국의 변호사 황인철. (~1993년)
- 1942년
  - 일본의 법조인 구마자키 가쓰히코. (~2022년)
  - 일본의 정치인 가노 미치히코. (~2021년)
- 1943년 - 미국의 배우 샤론 테이트. (~1969년)
- 1945년
  - 대한민국의 기업인 손욱.
  - 미국의 배우 일레인 기프토스.
- 1950년 - 프랑스의 배우 다니엘 오퇴유.
- 1951년 - 대한민국의 교육자 박헌영. (~2011년)
- 1953년
  - 대한민국의 정치인 김춘진.
  - 대한민국의 제19대 대통령 문재인.
  - 대한민국의 성우 장정진. (~2004년)
- 1955년
  - 대한민국의 정치인 박재완.
  - 미국의 물리학자 앨런 소칼.
- 1957년
  - 대한민국의 배우 이은철.
  - 미국의 농구 선수 마크 이턴. (~2021년)
- 1958년 - 대한민국의 공무원 김현준.
- 1959년
  - 대한민국의 역사학자 임지현.
  - 벨기에의 전 축구 선수, 현 축구 감독 미셸 프뢰돔.
- 1960년 - 대한민국의 배우 임예진.
- 1961년
  - 독일의 배우 나스타샤 킨스키.
  - 대한민국의 언론운동가 출신 기초의원 강병수. (~2023년)
- 1962년 - 대한민국의 야구 선수 이광근.
- 1963년
  - 네덜란드의 권투 선수 아르놀트 판데를리더.
  - 일본의 영화감독 이와이 슌지.
- 1965년 - 독일의 전 축구 선수, 축구 감독 로빈 두트.
- 1966년
  - 대한민국의 배우 명로진.
  - 프랑스의 배우 카랭 비아르.
- 1967년 - 미국의 베이시스트 존 명.
- 1969년
  - 대한민국의 테니스 선수 김일순.
  - 대한민국의 배우 유호정.
- 1970년 - 대한민국의 배우 이명호.
- 1971년
  - 미국의 로봇공학자 데니스 홍.
  - 미국의 영화 제작자, 배우, 모델 켄냐 무어.
- 1973년 - 대한민국의 가수 김태희.
- 1975년 - 대한민국의 팝페라가수 이지.
- 1977년
  - 대한민국의 성우 최정현.
  - 대한민국의 기자 양원보.
  - 대한민국의 가수, 작곡가 돈 스파이크.
- 1978년
  - 일본의 성우 미야하라 나미.
  - 카자흐스탄 태생 러시아의 레슬링 선수 규젤 마뉴로바.
- 1979년 - 대한민국의 배우 송창의.
- 1980년 - 쿠바의 유도 선수 요르다니스 아렌시비아.
- 1981년
  - 대한민국의 뮤지컬 배우 김동현.
  - 대한민국의 전 야구 선수 권동식.
- 1982년 - 미국의 배우 겸 가수 더비드 디그스.
- 1983년
  - 미국의 가수 다이앤 버치.
  - 대한민국의 배우 문보령.
  - 대한민국의 배우 양조아.
- 1984년
  - 대한민국의 래퍼 팔로알토.
  - 미국의 배우, 영화제작자 저스틴 밸도니.
- 1985년
  - 일본의 배우 이토 유키.
  - 대한민국의 축구 선수 김영기.
- 1986년
  - 미국의 배우 리키 울먼.
  - 미국의 배우 미샤 바턴.
- 1987년
  - 우루과이의 축구 선수 루이스 알베르토 수아레스.
  - 일본의 라이트 노벨 작가 와타리 와타루.
- 1988년
  - 브라질의 권투 선수 야마구시 파우캉.
  - 잉글랜드의 가수 제이드 유언.
- 1989년
  - 대한민국의 미스코리아, 방송인 공평희.
  - 대한민국의 축구 선수 기성용.
  - 일본의 가수 나카니시 유카 (SKE48).
  - 일본의 축구 선수 나가사토 아사노.
  - 말리의 축구 선수 삼바 디아키테.
- 1990년
  - 대한민국의 배우 김민석.
  - 일본의 수영 선수 이리에 료스케.
  - 브라질의 모델 최송이.
  - 투발루의 축구 선수 알로푸아 페토아.
- 1991년
  - 대한민국의 래퍼 기리보이.
  - 우크라이나의 레슬링 선수, 정치인 잔 벨레뉴크.
  - 우크라이나의 레슬링 선수 파르비즈 나시보우.
- 1992년
  - 대한민국의 배우, 모델 박선임.
  - 중국의 아이돌 펑신둬.
- 1993년 - 대한민국의 펜싱 선수 윤지수.
- 1994년
  - 대한민국의 전 가수 영재.
  - 대한민국의 펜싱 선수 마세건.
  - 대한민국의 야구 선수 신동훈.
- 1995년 - 대한민국의 기타리스트 강신혁.
- 1996년
  - 대한민국의 배우 이주안.
  - 대한민국의 배우 민채은.
- 1997년 - 대한민국의 축구 선수 이종현.
- 1998년 - 대한민국의 배우 이신영
- 1999년
  - 인도네시아의 싱어송라이터, 음악프로듀서 니키.
  - 프랑스의 유도 선수 시린 부클리.
- 2000년
  - 대한민국의 가수 기욱.
  - 대한민국의 가수 이한울.
- 2001년 - 대한민국의 가수 김기중.
- 2005년 - 대한민국의 가수 에이든.
- 2012년 - 덴마크의 공주 몽페자 여백작 아테나.

### 미상
- 대한민국의 가수 강수경. (메이트리)

## 사망
- 41년 - 로마 제국의 제3대 황제 칼리굴라. (12년~)
- 817년 - 제97대 로마의 교황 교황 스테파노 4세. (770년~)
- 1737년 - 캔터베리 대주교 윌리엄 웨이크. (1657년~)
- 1865년 - 라이베리아의 초대 총리 제2대 대통령인 스티븐 벤슨. (1816년~)
- 1916년 - 대한제국의 정치인 고영희. (1849년~)
- 1920년 - 이탈리아의 화가 아메데오 모딜리아니. (1884년~)
- 1924년 - 룩셈부르크의 여대공 마리아델라이드. (1894년~)
- 1930년 - 대한민국의 독립운동가 김좌진. (1889년~)
- 1932년
  - 대한민국의 독립운동가 이장녕. (1881년~)
  - 독일의 히틀러 청소년단원 헤르바르트 노르쿠스. (1916년~)
- 1965년 - 영국의 정치 지도자 윈스턴 처칠. (1874년~)
- 1972년 - 대한민국의 정치인 윤재근. (1910년~)
- 1981년 - 대한민국의 아동 문학가 이원수. (1912년~)
- 1983년 - 미국의 영화감독 조지 큐커. (1899년~)
- 1993년 - 미국의 법학자 서굿 마셜. (1908년~)
- 2004년 - 브라질의 축구 선수 레오니다스 다 시우바. (1913년~)
- 2006년 - 미국의 배우 크리스 펜. (1913년~)
- 2007년 - 푸에르토리코의 슈퍼센티네리언 에밀리아노 메르카도 델 토로. (1891년~)
- 2011년 - 독일의 영화 제작자 베른트 아이힝거. (1965년~)
- 2012년 - 그리스의 영화감독 테오 앙겔로풀로스. (1949년~)
- 2015년 - 독일의 전차 에이스 오토 카리우스. (1935년~)
- 2020년
  - 대한민국의 정치인 정희채. (1922년~)
  - 네덜란드의 축구 선수 로프 렌센브링크. (1927년~)
- 2021년
  - 스웨덴의 영화배우 군넬 린드블롬. (1947년~)
  - 카자흐스탄의 스키 선수 니콜라이 체보티코. (1982년~)
- 2022년
  - 대한민국의 유튜버 잼미님. (1995년~)
  - 헝가리의 기계체조 선수 촐라니 실베스테르. (1970년~)
  - 브라질의 음모론자 올라부 지 카르발류. (1947년~)
  - 터키의 영화배우 파트마 기리크. (1942년~)
- 2023년 - 대한민국의 정치인 천명수. (1947년~)
- 2024년 - 미국의 포로노배우 제시 제인. (1980년~)
- 2025년
  - 그리스의 축구인 미미스 도마조스. (1942년~)
  - 대한민국의 정치인 박재욱. (1938년~)

## 기념일
- 한국의 설날 - 2001년, 2039년, 2058년, 2077년, 2088년
- 통일의 날: 루마니아 왕국의 전신인 몰다비아 왈라키아 연합공국의 탄생을 기념하는 날, 루마니아

## 같이 보기
- 전날: 1월 23일 다음날: 1월 25일 - 전달: 12월 24일 다음달: 2월 24일
- 음력: 1월 24일
- 모두 보기